# Gefechtsbereitschaft (NVA)
Unter Gefechtsbereitschaft verstand man in der Nationalen Volksarmee der DDR die Bereitschaft und Fähigkeit militärischer Truppen, unter allen Bedingungen organisiert das Gefecht zu beginnen und die befohlenen Gefechtsaufgaben zu erfüllen.

## Kontext
Die Gefechtsbereitschaft hing von vielen Faktoren ab. Neben technischen und materiellen Voraussetzungen waren der „politisch-moralische Zustand“, das Niveau der militärischen Ausbildung, die Führungsqualität der Kommandeure und Stäbe, die Einsatzbereitschaft der Kampftechnik und das System der Alarmierung von großer Bedeutung. Wichtig war auch die Fähigkeit der Armee-Führung und der Truppen, in den geplanten Zeiten die jeweils befohlene Stufe der Gefechtsbereitschaft herzustellen.
Die Nationale Volksarmee war von Anfang an als Mobilmachungsarmee konzipiert und entwickelt. Für die Landstreitkräfte der NVA bedeutete das, dass es sechs aktive Divisionen (neben vielen kleineren und selbständigen Einheiten und Truppenteilen) gab, die in zwei Militärbezirken (III und V, vergleichbar mit der Stärke eines Armeekorps) und fünf Mobilmachungsdivisionen. Diese wurden gebildet aus einigen der Unteroffiziersschulen/Ausbildungszentren (AZ), einem kadrierten AZ (ohne Unteroffiziersschule als Basis) im Objekt Waldfrieden bei Burg/Magdeburg der NVA als Grundbestand und der militärischen Lehreinrichtung für Studenten (Seelingstädt bei Gera).
So war in den 1980er Jahren für den Kriegsfall ein Personalumfang von insgesamt 430.000 bis 500.000 Mann vorgesehen. Die ersten operativen Staffeln sollten in der Lage sein, ohne vorherige Mobilmachung die ihnen übertragenen Aufgaben zu erfüllen. Im Wesentlichen betraf das alle Kräfte und Verbände der NVA. Für die zweite Staffel waren weitgehende Mobilmachungsvorbereitungen vorgesehen. Die Mobilmachung konnte gedeckt ausgelöst oder in Zusammenhang mit der Auslösung der höchsten Stufe der Gefechtsbereitschaft offiziell befohlen werden. In der NVA unterschied man in den 1980er Jahren vier Stufen der Gefechtsbereitschaft.
Jede Mobilmachungsdivision hatte ein oder mehrere Regielager, in welcher die schweren Waffensysteme (Panzer, Schützenpanzer, Schützenpanzerwagen, Artilleriesysteme, Raktenstarteinrichtungen, Panzerabwehrlenksysteme tragbar und auf SPw, Pontonparks, Schützenwaffen, Munition und Sprengmittel aller Arten und Größen usw.) eingelagert und permanent gewartet waren.
Alle Technik, die nicht rein militärischer Nutzung unterlag, wurde aus der Volkswirtschaft entnommen. Diese hatten sich entsprechend dem Gestellungsbefehl mit Fahrzeug und Fahrer voll betankt bei ihren Sammelpunkten zur befohlenen Zeit einzufinden. Dort wurden sie auf die jeweiligen Einheiten, Truppenteile und Verbände (entsprechend der Planung) aufgeteilt und in Kolonnen zu ihren Truppen geführt.
Wenn notwendig, wurde diese Technik vorher noch (auf dem Platz der Gestellung) umgespritzt und mit militärischen Grundmitteln (Tarnnetz, Spaten, Nachtbeleuchtung für Scheinwerfer usw.) ausgestattet.

## Alarmierungswege
Bis in die Mitte der 1970er Jahre waren die Alarmierungswege bestimmt von den bestehenden Funk- und Drahtverbindungen zu den Teilstreitkräften, Verbänden, Truppenteilen und Einrichtungen der NVA. Die Alarmierung erfolgte in allen Richtungen manuell und getrennt.
Erst danach kam es zur Einführung von zentralen Alarmierungssystemen in den Vereinten Streitkräften des Warschauer Vertrages und in der NVA, das Alarmierungssystem „MONUMENT“ und „SCHNUR“, entsprechend.
Die technischen Voraussetzungen für ihren Einsatz sicherte die Hauptnachrichtenzentrale des MfNV. Installiert wurden die Systeme im Operativen Führungszentrum des Ministeriums für Nationale Verteidigung. Hier erfolgte die Auswertung eingehender Signale aus dem Stab der Vereinten Streitkräfte in Moskau, die ggf. zur Auslösung von höheren Stufen der Gefechtsbereitschaft in der NVA über das System Schnur führten. Für die Überprüfung der Bereitschaft von Teilstreitkräften, Verbänden, Truppenteilen und Einrichtungen der NVA bedurfte es keiner Signale aus Moskau. Alle am System Schnur aufgeschalteten Nachrichten-/Fernmeldeverbindungen unterlagen der Doppelnutzung. Sie wurden bei Nutzung des Systems Schnur aus ihrem Zustand der ständigen Nutzung automatisch vom System abgeschaltet und nach der Alarmierung wieder freigegeben.
Die Alarmierung an den Standorten war organisiert über die täglichen Gefechtseinteilungen in den Bataillonen, Kompanien und Zügen. Zur täglichen Dienstausgabe wurden Fuß- und Fahrzeugmelder bestimmt, die im Alarmierungsfall auf festgelegten Routen die am Standort wohnenden Armeeangehörigen (Außenschläfer ohne Telefonanschluss) zu benachrichtigen hatten.

## Stufen der Gefechtsbereitschaft
- Ständige Gefechtsbereitschaft – der Normalzustand der meisten Einheiten und Stäbe. Das bedeutete zum Beispiel, dass etwa 85 % des Personalbestandes im Objekt oder zumindest im Standort verfügbar sein musste, um im Alarmfall innerhalb weniger Minuten erste Gefechtsaufgaben erfüllen zu können.
- Erhöhte Gefechtsbereitschaft – es wurden Maßnahmen ausgelöst, die die Bereitschaft der Truppen zur Erfüllung von Gefechts- und Mobilmachungsaufgaben erhöhen sollten. In der Regel wurde der komplette Personalbestand in die Kaserne befohlen und die Ausrüstung und Bewaffnung für die folgenden Stufen der Gefechtsbereitschaft vorbereitet.
- Gefechtsbereitschaft bei Kriegsgefahr – weitere Maßnahmen wie zum Beispiel das Beziehen von geheimen Dezentralisierungsräumen (auch Wechselkonzentrierungsräume) und Feldflugplätzen. Diese Stufe bereitete den Übergang auf die höchste Stufe der Gefechtsbereitschaft vor. Man begann mit der Entkonservierung der eingelagerten Soll-2-Technik, welche speziell für die zu mobilisierenden Truppen vorgehalten wurden. Dabei handelte es sich oft um ältere Technik, die den mobilisierten Reservisten vertraut war.
- Volle Gefechtsbereitschaft – Alle Kräfte (zum Beispiel die Mobilmachungsdivisionen der LaSk) wurden vollständig mobilisiert und in die höchste Bereitschaft zur Erfüllung von Gefechtsaufgaben versetzt. Damit war die Mobilmachung der NVA abgeschlossen.[3][4]

Parallel zu den Stufen der Gefechtsbereitschaft existierten im Nachrichtensystem der NVA eine Reihe von Stufen der Bereitschaft, die vor Auslösung einer der Stufen der Gefechtsbereitschaft ausgelöst werden konnten. So u. a. die Bereitschaftsstufen Nachrichten/Flugsicherung (BNF 1-3) oder die Funk-, Richtfunk- oder Schaltgefechtsbereitschaft. Mit Hilfe dieser Bereitschaftsstufen konnte das Nachrichtensystem vor allen anderen Stufen der Gefechtsbereitschaft gedeckt in die höchste Bereitschaft versetzt werden.

## Reale historische Auslösungen von höheren Stufen der Gefechtsbereitschaft

### Bau der Mauer in Berlin 1961
Zur Abriegelung der Grenze und zur militärischen Sicherung des Mauerbaus wurde von Walter Ulbricht am 13. August 1961 um 01:30 Uhr für die gesamte NVA die Stufe Erhöhte Gefechtsbereitschaft ausgelöst. Die Bewaffnung wurde einsatzbereit gemacht, bewegliche Vorräte auf Kraftfahrzeuge verladen, Flugzeuge aufmunitioniert und auf den Gefechtsstart vorbereitet. NVA-Truppenteile entsandten ihre Verbindungsoffiziere zu den benachbarten Stäben der Gruppe der Sowjetischen Streitkräfte in Deutschland (GSSD).

### Kubakrise 1962
Im Zuge der Kubakrise versetzte das Vereinte Oberkommando am 11. September 1962 große Teile der Sowjetarmee in Alarmzustand, beließ jedoch die Streitkräfte der anderen Mitgliedsstaaten des Warschauer Pakts in normaler Gefechtsbereitschaft. Nachdem am 22. Oktober die Krise eskalierte, befahl der sowjetische Verteidigungsminister Marschall Gretschko am Folgetag, auch die Streitkräfte der anderen Mitgliedsstaaten in Alarm zu versetzen. Entsprechend befahl Walter Ulbricht am 23. Oktober um 21:00 die Erhöhte Gefechtsbereitschaft für die gesamte NVA. Obwohl Ulbricht in seiner Funktion als Vorsitzender des Nationalen Verteidigungsrates handelte, berief er das Gremium dafür nicht ein. Die am 1. November 1962 bevorstehende Entlassung eines Drittels der Soldaten im Grundwehrdienst wurde aufgeschoben, und Soldaten mussten aus dem Urlaub zum Dienst zurückkehren. Die volle Mobilmachungsbereitschaft wurde hergestellt. Die Volksmarine begann mit der Verlegung einer größeren Anzahl von gefechtsklaren Schiffen in „günstigere Ausgangspositionen“.
Am 24. Oktober waren die NATO-Streitkräfte zum Minimize-System übergegangen und hatten Alarmzustand Orange ausgelöst. Das Oberkommando des Warschauer Paktes erhöhte daraufhin die Gefechtsbereitschaft auf die Stufe Gefechtsbereitschaft bei Kriegsgefahr. Am 26. Oktober verfügte dann das V. US-Armeecorps erhöhte Alarmbereitschaft für die US-Landstreitkräfte. Mit der Entspannung der Krisensituation wurde für die NATO der Code Orange widerrufen. Die Streitkräfte des Warschauer Pakts behielten ihre Stufe der Gefechtsbereitschaft jedoch noch bis zum 21. November 1962 bei. Mit der Herabstufung der Gefechtsbereitschaftsstufe wurde die Befehlsgewalt vom Oberkommando wieder in die nationalen Führungen gelegt.

### Zerschlagung des „Prager Frühlings“ 1968
In Vorbereitung des Eingreifens der Truppen des Warschauer Pakts zur Unterdrückung der politischen Bewegung des Prager Frühlings nahm die NVA zunächst mit zwei Divisionen (7. Panzerdivision und 11. Mot. Schützendivision) an der als Manöverübung bezeichneten Operation Donau teil. Am 20. August 1968 kündigte Verteidigungsminister und Armeegeneral Heinz Hoffmann mit einem geheimen Fernschreiben den Chefs der Militärbezirke III und V die Auslösung der Erhöhten Gefechtsbereitschaft (EG) an, wobei zusätzlich zu den standardmäßigen Maßnahmen der EG die Stäbe und Truppen innerhalb der Objekte auf Volle Gefechtsbereitschaft (VG) zu bringen waren. Waffen und Munition sollten ausgegeben werden, und die Truppen sollten innerhalb der Objekte in ständiger Bereitschaft bleiben. Am 21. August 1968 kurz nach 01:00 Uhr löste Hoffmann mit dem Signal „Sperrmauer“ die angekündigte Stufe der Gefechtsbereitschaft aus und ließ gleichzeitig die Grenze der DDR zur CSSR abriegeln.
Die am Manöver teilnehmenden Divisionen standen in Voller Gefechtsbereitschaft. Am 11. September 1968 wurde die NVA wieder in die Ständige Gefechtsbereitschaft überführt, bis auf die beiden Divisionen, welche aber wieder an ihre Standorte befohlen wurden.

### Einsatz gegen die Solidarność-Bewegung in Polen 1980 bis 1982
In Polen entstand im Sommer 1980 aus einer Streikbewegung heraus die Gewerkschaft Solidarność. Die DDR-Führung befürchtete, dass diese zunehmend politische Bewegung ein Ausscheren Polens aus dem Warschauer Pakt bedeuten könnte und damit faktisch die weitgehende Isolation der DDR. Erich Honecker war daher einer der entschiedensten Befürworter einer militärischen Lösung. Die Partei- und Staatsführer der WVO kamen am 5. Dezember 1980 in Moskau zusammen, um das weitere Vorgehen zu beraten. Bereits am 6. Dezember 1980 unterzeichnete Verteidigungsminister Hoffmann den Befehl 118/80. Die 9. Panzerdivision der NVA, die im Norden der DDR bei Eggesin stationiert war, wurde damit in die Gefechtsbereitschaft bei Kriegsgefahr versetzt. Es war geplant, dass sie im Auslösungsfall in Richtung Koszalin westlich von Gdansk unter Mitführung der Truppenvorräte an Munition vorstoßen bzw. Stellung beziehen sollte. Die Situation war sehr brisant, besonders angesichts der Diskussion, dass deutsche Truppen erstmals seit 1939 die Grenze zu Polen wieder überschreiten könnten. Erst am 5. April 1982, lange nach Ausrufung des Kriegsrechts in Polen, wurde der Befehl wieder aufgehoben.

### Friedliche Revolution und Öffnung der Mauer im Herbst 1989
Am 4. Oktober 1989 sollte ein Zug mit den Flüchtlingen aus der besetzten Prager Botschaft durch die DDR in den Westen ausreisen. Um den Dresdner Hauptbahnhof kam es zu Tumulten mit bis zu 20.000 Teilnehmern, die auf den erwarteten durchfahrenden Zug aufspringen wollten. Stasi-Minister Erich Mielke und SED-Bezirkschef Hans Modrow wandten sich zwischen 22:00 und 23:00 Uhr mit der Bitte um Unterstützung an die NVA-Führung. Verteidigungsminister Heinz Keßler löste daraufhin für den gesamten Militärbezirk III die Erhöhte Gefechtsbereitschaft aus. NVA-Truppenteile wurden in 21 Hundertschaften umformiert und erhielten Waffen und Munition. In der Nacht vom 4. auf den 5. Oktober und in der Folgenacht wurden bis zu 2.000 NVA-Angehörige eingesetzt.
Vor und nach der Parade und den Feierlichkeiten zum 40. Jahrestag der DDR galt vom 6. bis 9. Oktober 1989 auf Grundlage des Befehls 105/89 des Ministers für Nationale Verteidigung die Erhöhte Gefechtsbereitschaft für ein Mot.-Schützen-Bataillon der 1. Mot.-Schützendivision (1. MSD) in Stahnsdorf bei Berlin und für eine Fallschirmjäger-Kompanie des Luftsturmregiments 40 (LStR-40) in Lehnin. Der Befehl 105/89 wurde am 11. Oktober 1989 wieder außer Kraft gesetzt.
Nach Öffnung der Mauer in der Nacht vom 9. auf den 10. November 1989 versetzte Fritz Streletz am 10. November um 12:00 Uhr die 1. MSD, das LStR-40 und das Grenzkommando Mitte (GKM) in Erhöhte Gefechtsbereitschaft. Das Ministerium für Staatssicherheit versetzte das Wachregiment Feliks Dzierzynski ebenfalls in diesen Alarmzustand. Damit befanden sich 30.000 Soldaten in Erhöhter Gefechtsbereitschaft.

## Einordnung und Vergleich
Die schrittweise Erhöhung der Gefechtsbereitschaft konnte als Teil der Mobilmachung genutzt werden, dies war jedoch weder als Übungslage noch bei realen Auslösungen zwingend. Vergleichbar sind die Stufen der Gefechtsbereitschaft mit den DEFCON-Stufen des US-Militärs, die jedoch im Gegensatz zu den Stufen der Gefechtsbereitschaft eher für das gesamte Militär bzw. Teilstreitkräfte gelten, während die Stufen der Gefechtsbereitschaft kleinteilig bis auf Einheits- und Objektebene ausgelöst werden konnten.